# Rocca (fortificación)

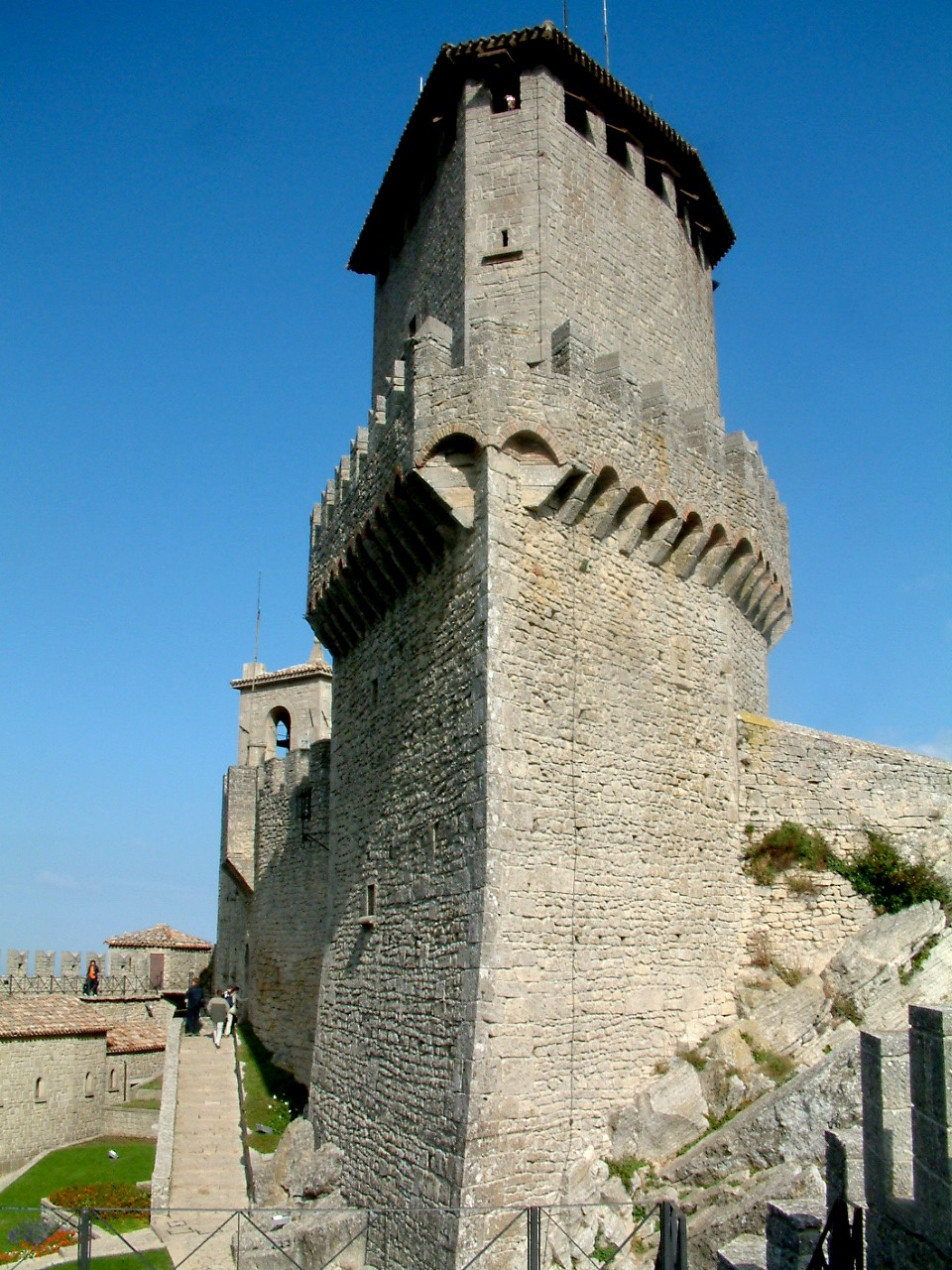
Vista de la Rocca de San Marino (Rep. de San Marino).

Rocca (o roccaforte) es un término italiano arquitectónico para designar un tipo de castillo. En España su denominación sería «roca», con el significado genérico de torre-refugio, nombre ya en desuso de una edificación de construcción temprana (siglo X) que se dio sobre todo en Cataluña y Provenza.
Este tipo de fortificación nació en la Edad Media esencialmente como fortaleza militar construida en un lugar elevado o escarpado donde se alojaba alguna guarnición de soldados comandados por un capitán. Solo posteriormente en el Renacimiento, en algunos casos, se transformó también en residencia de un príncipe o de algún noble. Existen numerosos burgos europeos, especialmente en Italia, donde el término rocca se antepone al nombre de la localidad.

## Evolución
Se ha dado cierta evolución en el uso y construcción de este tipo de arquitectura militar. Al inicio se trató de una fortaleza militar destinada tanto a servir de morada a los soldados como de defensa. Se construía sobre la roca y constaba de una torre. Durante el siglo XV asume el significado de un castillo construido en una llanura para hospedar a una guarnición militar junto con su capitán. Podía formar parte de las murallas de una ciudad.
Según ese primer sentido de las rocca, éstas eran en realidad castillos construidos sobre piedra con planta cuadrada o rectangular y torres redondas de la misma altura que los muros de la ciudad. Con la llegada de las armas de fuego, la rocca se desarrolla, perfecciona y sobre todo complica. Se amplía y asume una serie de otras construcciones aledañas. También crece la altura de la torre. Se traslada a uno de los ángulos de la ciudad para permitir una mejor vista. Pero sigue siendo principalmente un puesto defensivo no destinado, al menos en principio, a ser habitado. 
Con el tiempo se le añadieron también construcciones habitables y llegaron a formar verdaderos burgos. La torre pasó de la esquina al centro, dando lugar a la presencia de plazas de armas, depósitos de munición o de alimentos, etc. Finalmente se pasó a una clase de rocca dedicada únicamente a servir de residencia aunque hubiera también en el perímetro palacios o garitas militares, donde incluso se podían ver trabajos de escultura y hermoseamiento poco conjugables con la rigidez militar. De ahí a los rocca que eran en realidad palacios el desarrollo fue rápido. Estos últimos tenían dos pisos con ventanas grandes y hasta vanos.